# Minister für Bundes- und Europaangelegenheiten, Internationales sowie Medien des Landes Nordrhein-Westfalen

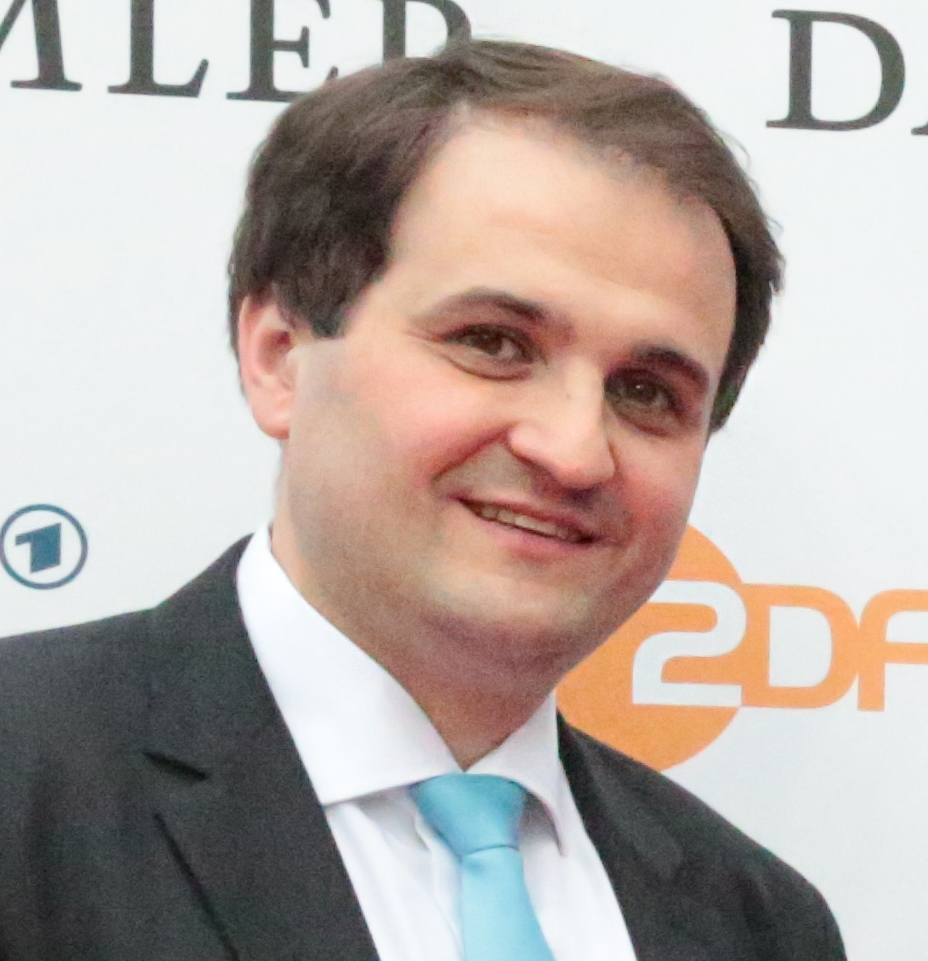
Minister Nathanael Liminski, 2018

Der Minister für Bundes- und Europaangelegenheiten, Internationales sowie Medien des Landes Nordrhein-Westfalen (Abkürzung: MBEIM NRW) ist ein Minister des Landes Nordrhein-Westfalen.
Seit dem 29. Juni 2022 ist Nathanael Liminski Amtsleiter und zuständiger Minister für Bundes- und Europaangelegenheiten, Internationales sowie Medien im Geschäftsbereich des Ministerpräsidenten im Kabinett Wüst II. Er ist zugleich Chef der Staatskanzlei.
Die ursprüngliche Eigenständigkeit des nordrhein-westfälischen „Bundesratsministeriums“, aus dem der MBEIM NRW hervorgegangen ist, wurde bereits 1998 aufgehoben. Der MBEIM NRW gehört zum Geschäftsbereich des Ministerpräsidenten und ist daher organisatorisch in die Staatskanzlei des Landes Nordrhein-Westfalen integriert.

## Zuständigkeit und Organisation
Der Minister ist für die Repräsentation und Vertretung des Landes beim Bund und bei der Europäischen Union sowie für europäische und internationale Angelegenheiten zuständig. Von 2002 bis 2005, von 2007 bis 2017 und erneut seit 2022 ist er zugleich für Medienangelegenheiten zuständig. Diese Kompetenz wechselte nach anhaltender Kritik an der privaten Beteiligung des zeitweiligen Ministers Stephan Holthoff-Pförtner (CDU) an der in NRW tätigen Funke-Mediengruppe sowie aufgrund vorhergehender Lobbyarbeit als Präsident des Verbandes Deutscher Zeitschriftenverleger (VDZ) von August 2017 bis Juni 2022 in den direkten Arbeitsbereich des Ministerpräsidenten und damit zugleich in die Zuständigkeit des Chefs der Staatskanzlei. Seit Übernahme des Ministeramtes durch Nathanael Liminski im Juni 2022 ist dieser auch wieder für Medienpolitik zuständig.
Da der Minister für Bundes- und Europaangelegenheiten, Internationales sowie Medien organisatorisch in die Staatskanzlei integriert ist, führt er kein eigenes Ministerium, sondern nur vier ihm zugeordnete Arbeitseinheiten der Staatskanzlei: die Abteilungen „Europa und Internationale Angelegenheiten“ und „Medien“ sowie die beiden Landesvertretungen in Berlin und in Brüssel.
Bis zur Bildung des Kabinetts Clement I ressortierten die Bundesangelegenheiten in einem eigenen Ministerium, das 1954, 1958–1959, 1980 und 1990–1995 in Personalunion vom Ministerpräsidenten geführt wurde. Nachdem Artikel 23 des Grundgesetzes für die Bundesrepublik Deutschland im Gefolge der deutschen Einheit die europapolitischen Mitwirkungsrechte der Länder festgeschrieben hatte, wurde 1995 die Zuständigkeit des Ministers für Bundesangelegenheiten auf die Europapolitik ausgedehnt.
Bis einschließlich Günther Einert waren alle Minister für Bundesangelegenheiten zugleich Bevollmächtigte Nordrhein-Westfalens beim Bund. Danach – von 1990 (Kabinett Rau IV) bis 1998 (Kabinett Rau V) – wurde das Amt des Bevollmächtigten durch die beamtete Staatssekretärin Heide Dörrhöfer-Tucholski wahrgenommen, die diese Funktion noch zwei Jahre unter Ministerpräsident Wolfgang Clement ausübte, als das Amt des Ministers für Bundes- und Europaangelegenheiten unbesetzt blieb.
Als nordrhein-westfälischer Regierungschef machte Wolfgang Clement die Medienpolitik zur „Chefsache“; dieses Thema ressortiert seither in der Staatskanzlei, die schon zuvor – wie auch die Staats- und Senatskanzleien der anderen Länder – für die traditionelle Rundfunkpolitik zuständig war. So kam es, dass im Kabinett Steinbrück mit Wolfram Kuschke ein nordrhein-westfälischer Minister für Bundes- und Europaangelegenheiten erstmals auch für Medien zuständig wurde.

## Minister seit 1948
| Name | Amtsantritt                                                                                                 | Kabinett | Partei |
| Bevollmächtigter beim Länderrat für das Vereinigte Wirtschaftsgebiet der britischen und amerikanischen Zone | Bevollmächtigter beim Länderrat für das Vereinigte Wirtschaftsgebiet der britischen und amerikanischen Zone | Bevollmächtigter beim Länderrat für das Vereinigte Wirtschaftsgebiet der britischen und amerikanischen Zone | Bevollmächtigter beim Länderrat für das Vereinigte Wirtschaftsgebiet der britischen und amerikanischen Zone |
| --- | --- | --- | --- |
| Carl Spiecker                                                                                               | 5. April 1948                                                                                               | Arnold I | Zentrum (bis 1949) CDU (ab 1949)                                                                            |
| Vertreter beim Bund und Mitglied des Bundesrates                                                            | | | |
| Carl Spiecker                                                                                               | 23. Mai 1949                                                                                                | Arnold I | CDU |
| Minister zur Wahrnehmung der Vertretung beim Bund                                                           | | | |
| Carl Spiecker                                                                                               | 1. August 1950                                                                                              | Arnold II                                                                                                   | CDU |
| Minister für Bundesangelegenheiten                                                                          | | | |
| Carl Spiecker                                                                                               | 19. Mai 1953                                                                                                | Arnold II                                                                                                   | CDU |
| Karl Arnold                                                                                                 | 15. Januar 1954                                                                                             | Arnold II                                                                                                   | CDU |
| Artur Sträter                                                                                               | 27. Juli 1954                                                                                               | Arnold III                                                                                                  | CDU |
| Karl Siemsen                                                                                                | 28. Februar 1956                                                                                            | Steinhoff                                                                                                   | SPD |
| Franz Meyers                                                                                                | 24. Juli 1958                                                                                               | Meyers I | CDU |
| Johann Ernst                                                                                                | 12. Oktober 1959                                                                                            | Meyers I | CDU |
| Artur Sträter                                                                                               | 9. August 1960                                                                                              | Meyers I | CDU |
| Gerd Ludwig Lemmer                                                                                          | 26. Juli 1962 25. Juli 1966                                                                                 | Meyers II Meyers III                                                                                        | CDU |
| Fritz Kaßmann                                                                                               | 8. Dezember 1966                                                                                            | Kühn I | SPD |
| Diether Posser                                                                                              | 1. November 1968 28. Juli 1970                                                                              | Kühn I Kühn II                                                                                              | SPD |
| Friedrich Halstenberg                                                                                       | 12. September 1972                                                                                          | Kühn II | SPD |
| Inge Donnepp                                                                                                | 4. Juni 1975                                                                                                | Kühn III | SPD |
| Christoph Zöpel                                                                                             | 9. Februar 1978 20. September 1978                                                                          | Kühn III Rau I                                                                                              | SPD |
| Johannes Rau                                                                                                | 4. Juni 1980                                                                                                | Rau II | SPD |
| Dieter Haak                                                                                                 | 18. August 1980                                                                                             | Rau II | SPD |
| Günther Einert                                                                                              | 14. Dezember 1983 30. Mai 1985                                                                              | Rau II Rau III                                                                                              | SPD |
| Johannes Rau                                                                                                | 12. Juni 1990                                                                                               | Rau IV | SPD |
| Minister für Bundes- und Europaangelegenheiten                                                              | | | |
| Manfred Dammeyer                                                                                            | 17. Juli 1995                                                                                               | Rau V | SPD |
| unbesetzt                                                                                                   | 17. Juni 1998                                                                                               | Clement I                                                                                                   | – |
| Detlev Samland                                                                                              | 27. Juni 2000                                                                                               | Clement II                                                                                                  | SPD |
| Hannelore Kraft                                                                                             | 24. April 2001                                                                                              | Clement II                                                                                                  | SPD |
| Minister im Geschäftsbereich des Ministerpräsidenten                                                        | | | |
| Wolfram Kuschke                                                                                             | 12. November 2002                                                                                           | Steinbrück                                                                                                  | SPD |
| Minister für Bundes-, Europaangelegenheiten und Medien                                                      | | | |
| Wolfram Kuschke                                                                                             | 15. Oktober 2004                                                                                            | Steinbrück                                                                                                  | SPD |
| Minister für Bundes- und Europaangelegenheiten                                                              | | | |
| Michael Breuer                                                                                              | 24. Juni 2005                                                                                               | Rüttgers | CDU |
| Andreas Krautscheid                                                                                         | 24. Oktober 2007                                                                                            | Rüttgers | CDU |
| Minister für Bundesangelegenheiten, Europa und Medien                                                       | | | |
| Andreas Krautscheid                                                                                         | 29. Januar 2008                                                                                             | Rüttgers | CDU |
| Armin Laschet (kommissarisch)                                                                               | 8. März 2010                                                                                                | Rüttgers | CDU |
| Angelica Schwall-Düren                                                                                      | 15. Juli 2010 21. Juni 2012                                                                                 | Kraft I Kraft II                                                                                            | SPD |
| Franz-Josef Lersch-Mense                                                                                    | 1. Oktober 2015                                                                                             | Kraft II | SPD |
| Minister für Bundes- und Europaangelegenheiten, Internationales und Medien                                  | | | |
| Stephan Holthoff-Pförtner                                                                                   | 30. Juni 2017                                                                                               | Laschet | CDU |
| Minister für Bundes- und Europaangelegenheiten sowie Internationales                                        | | | |
| Stephan Holthoff-Pförtner                                                                                   | 31. August 2017 28. Oktober 2021                                                                            | Laschet Wüst I                                                                                              | CDU |
| Minister für Bundes- und Europaangelegenheiten, Internationales sowie Medien                                | | | |
| Nathanael Liminski                                                                                          | 29. Juni 2022                                                                                               | Wüst II | CDU |